# Polygrammodes runicalis
Polygrammodes runicalis is een vlinder uit de familie van de grasmotten (Crambidae), uit de onderfamilie van de Spilomelinae. De wetenschappelijke naam van deze soort is voor het eerst voorgesteld door Achille Guenée in een publicatie uit 1854. Hij richtte voor deze soort met een spanwijdte van 38 millimeter uit Brazilië het nieuwe geslacht Polygrammodes op, waarvan P. runicalis de typesoort is.